# Silvia Strukel
Silvia Strukel (1916-1997) fue una deportista italiana que compitió en esgrima, especialista en la modalidad de florete. Ganó seis medallas en el Campeonato Mundial de Esgrima entre los años 1947 y 1955.

## Palmarés internacional
| Campeonato Mundial | Campeonato Mundial      | Campeonato Mundial | Campeonato Mundial  |
| Año                | Lugar                   | Medalla            | Prueba              |
| ------------------ | ----------------------- | ------------------ | ------------------- |
| 1947               | Lisboa (Portugal)       | Medalla de plata   | Florete individual  |
| 1947               | Lisboa (Portugal)       | Medalla de bronce  | Florete por equipos |
| 1952               | Copenhague (Dinamarca)  | Medalla de bronce  | Florete por equipos |
| 1953               | Bruselas (Bélgica)      | Medalla de bronce  | Florete por equipos |
| 1954               | Luxemburgo (Luxemburgo) | Medalla de plata   | Florete por equipos |
| 1955               | Roma (Italia)           | Medalla de bronce  | Florete por equipos |